# Denis Andrejewitsch Parfjonow

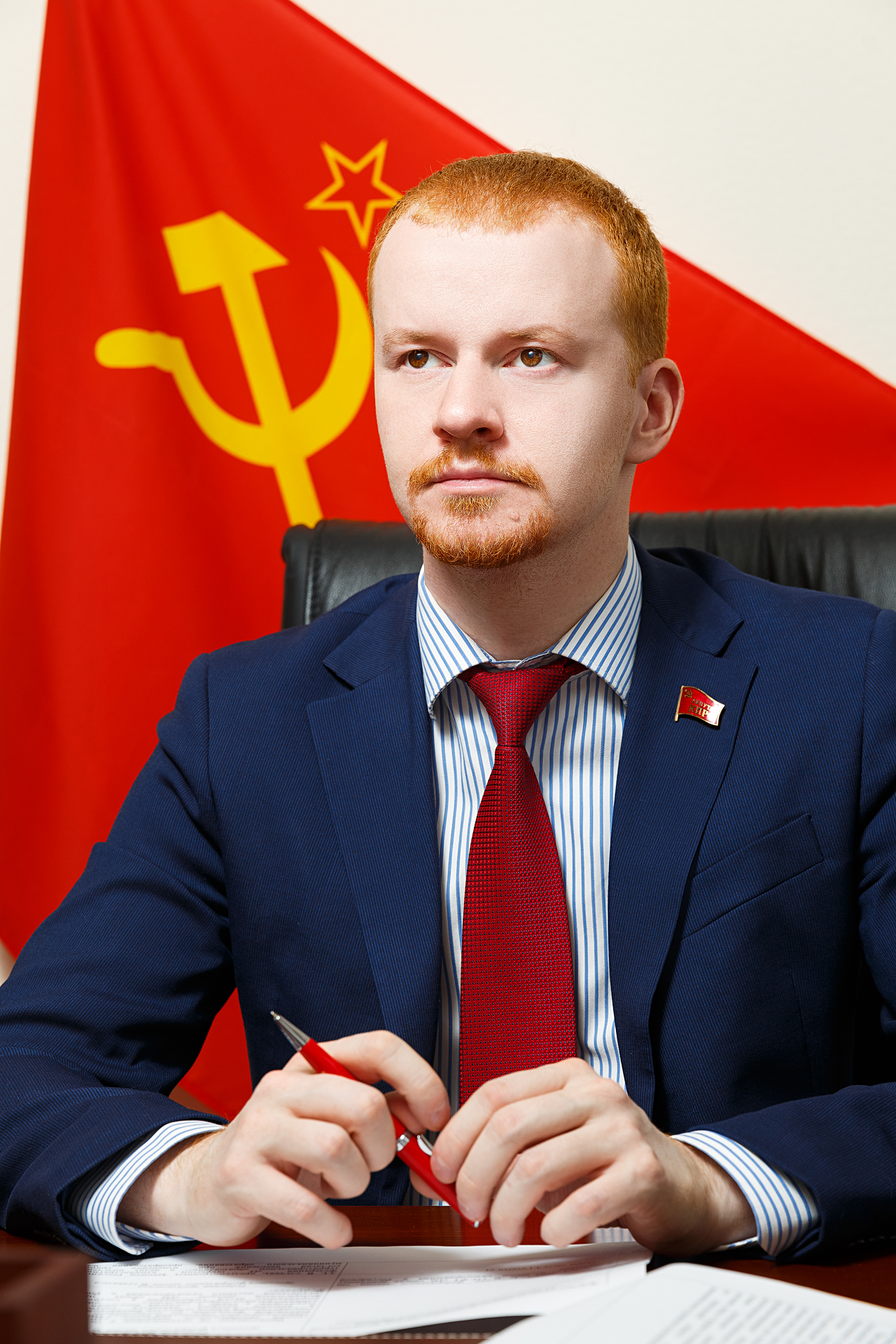
Denis Andrejewitsch Parfjonow, 2017

Denis Andrejewitsch Parfjonow  (russisch Денис Андреевич Парфёнов; * 22. September 1987 in Moskau) ist ein russischer Politiker (KPdRF) und seit 2016 Abgeordneter der Duma der Russischen Föderation.

## Leben

### Ausbildung
Parfjonow schloss 2009 sein Studium an der Fakultät für öffentliche Verwaltung der Staatlichen Universität Moskau (MGU) mit dem Schwerpunkt Politologie ab.

### Berufliche Laufbahn
Nach dem Ende seines Studiums arbeitete er von 2009 bis 2011 als Mitarbeiter der Sberbank. 2011 bis 2013 arbeitete er an der Fakultät für öffentliche Verwaltung der MGU. Daneben arbeitete er seit 2011 als Berater des ZK der Kommunistischen Partei der Russischen Föderation (KPdRF), sowie von 2012 bis 2016 als Mitarbeiter des Abgeordneten Sergei Obuchow (KPdRF) in der Staatsduma.

### Politische Tätigkeit
Bereits als Schüler setzte er sich auf Seiten der kommunistischen Bewegung der Russischen Föderation ein. So wurde er 2005 Mitglied des Komsomol (Jugendorganisation der KPdRF) und trat 2007 der KPdRF bei.
2006 wurde er Mitglied eines Moskauer Bezirkskomitees des Komsomol, 2008 des gesamtstädtischen Komitees und 2009 Sekretär der Leitung der Bezirksorganisation des zentralen Moskauer Verwaltungsbezirks.
Darauf folgend übernahm er verschiedene Posten innerhalb der städtischen Parteiorganisation der KPdRF in Moskau. 2011 wurde er so Mitglied des gesamtstädtischen Komitees von Moskau, 2012 Erster Sekretär einer Moskauer Bezirksorganisation, 2013 Mitglied der Leitung des gesamtstädtischen Komitees von Moskau mit der Zuständigkeit für Jugendfragen und 2014 zudem einer der Sekretäre dieser Leitung.
2016 wurde er als Kandidat der KPdRF über deren Liste für den Wahlkreis Nr. 200 (Moskau) in die staatliche Duma der Russischen Föderation, das oberste russische Parlament, gewählt. Dort arbeitet er im Komitee (Ausschuss) für Fragen des föderalen Aufbaus und der städtischen Selbstverwaltung.
Neben diesen politischen Funktionen auf staatlicher und regionaler Ebene ist er Kandidat des Zentralkomitees (ZK) der KPdRF.
Nach dem russischen Überfall auf die Ukraine wurde Parfjonow im Februar 2022 auf die Sanktionsliste der EU gesetzt.

### Äußerungen und Positionen
Im April 2020 wurde Parfjonow vorgeworfen, eine ausländische Staatsbürgerschaft zu besitzen – was ihm untersagen würde ein Abgeordnetenmandat der Duma auszuüben. Daraufhin äußerte er die Vermutung, dass bei einer entsprechenden Überprüfung aller Abgeordneten mehr als 10 % der Mandatsträger von Einiges Russland die Duma verlassen müssten.
Parfjonow ordnet den Untergang der UdSSR und das Scheitern des Augustputsches von 1991 vor allem als Ergebnis der westlichen Politik zur Zerstörung der UdSSR ein.
Er unterstützt die Forderung der Moskauer Stadtorganisation der KPdRF nach der Wiedererrichtung des Dsershinskij-Denkmals vor der Lubjanka.
Im Kontext der Verurteilung Alexej Nawalnys 2021 äußerte er die Ansicht, dass es sich dabei um die Auseinandersetzung zwischen zwei Lagern liberaler Politik handele, jedoch beide letztlich nicht gegen den Einfluss von Oligarchen auf die russische Politik stünden.